# Опилиевые
Опилиевые (лат. Opiliaceae) — семейство двудольных растений, входящее в порядок Санталоцветные, включающее в себя 10 родов.
Представители семейства произрастают в Юго-Восточной Азии и Австралии, на многих тропических и субтропических островах (от Тайваня до Новой Гвинеи и Новой Зеландии), в тропической Африке и тропической Америке (от Мексики до Аргентины).

## Биологическое описание
Это небольшие деревья или лазящие кустарники с очередными, цельными, перистонервными листьями. Виды некоторых родов — корневые зелёные паразиты.

## Роды
- Agonandra — Агонандра
- Cansjera — Кансьера
- Champereia
- Gjellerupia
- Lepionurus
- Melientha
- Opilia typus — Опилия
- Pentarhopalopilia
- Rhopalopilia
- Urobotrya